# Vágurs kommun
Vágurs kommun (färöiska: Vágs kommuna) är en kommun på Färöarna, belägen på ön Suðuroy. Till kommunen hör, förutom centralorten Vágur, även Nes. Vid folkräkningen 2015 hade kommunen 1 331 invånare.

## Befolkningsutveckling
| Befolkningsutvecklingen i Vágurs kommun 1985–2015 | Befolkningsutvecklingen i Vágurs kommun 1985–2015 | Befolkningsutvecklingen i Vágurs kommun 1985–2015 | Befolkningsutvecklingen i Vágurs kommun 1985–2015 | Befolkningsutvecklingen i Vágurs kommun 1985–2015 |
| ------------------------------------------------- | ------------------------------------------------- | ------------------------------------------------- | ------------------------------------------------- | ------------------------------------------------- |
|                                                   |                                                   |                                                   |                                                   |                                                   |
| År                                                |                                                   |                                                   | Folkmängd                                         |                                                   |
| 1985                                              | 1985                                              |                                                   | 1 731                                             |                                                   |
| 1990                                              | 1990                                              |                                                   | 1 651                                             |                                                   |
| 1995                                              | 1995                                              |                                                   | 1 419                                             |                                                   |
| 2000                                              | 2000                                              |                                                   | 1 367                                             |                                                   |
| 2005                                              | 2005                                              |                                                   | 1 398                                             |                                                   |
| 2010                                              | 2010                                              |                                                   | 1 375                                             |                                                   |
| 2015                                              | 2015                                              |                                                   | 1 331                                             |                                                   |
|                                                   |                                                   |                                                   |                                                   |                                                   |